# Heinrich (Nassau-Dillenburg)

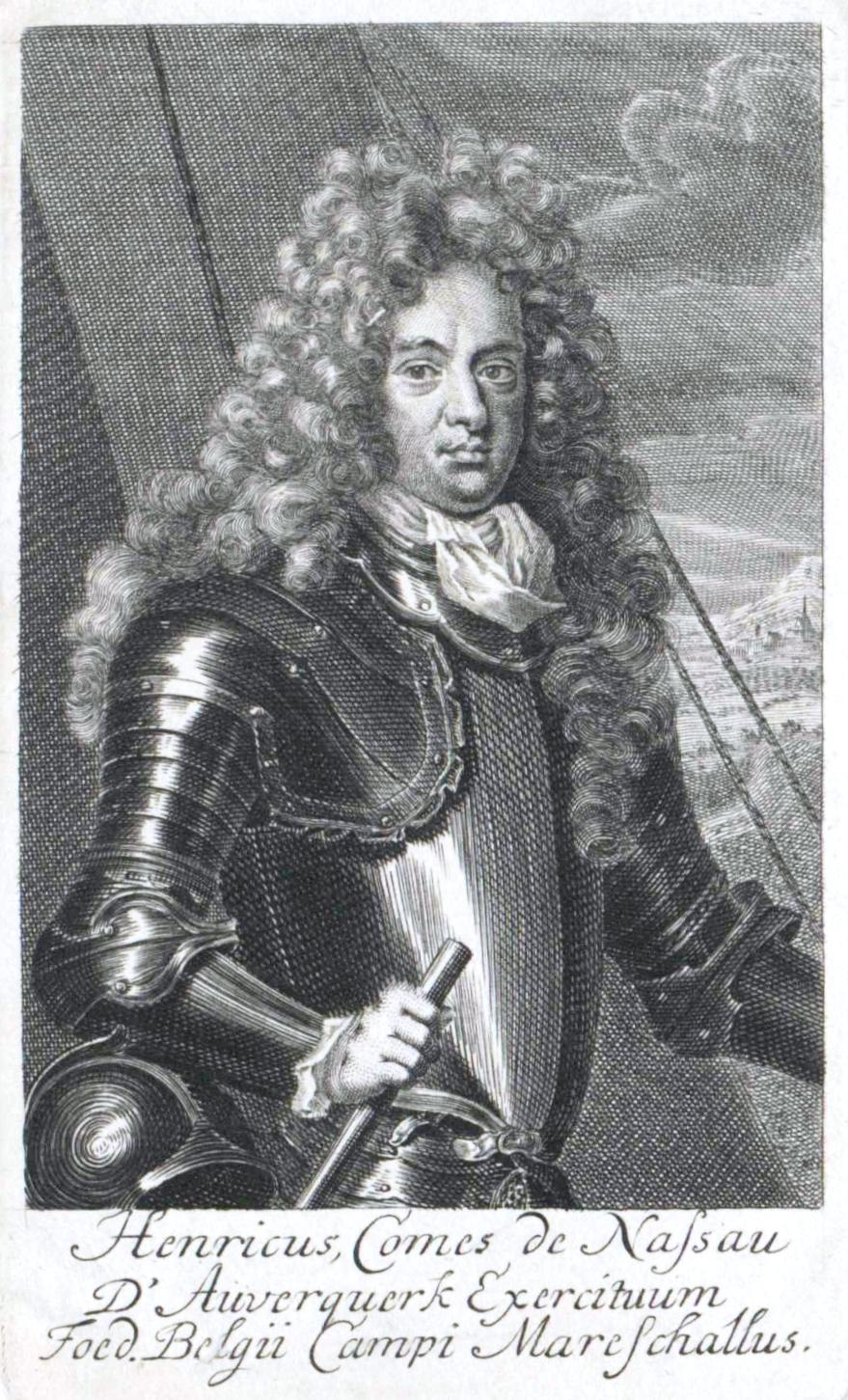
Heinrich von Nassau-Dillenburg

Heinrich von Nassau-Dillenburg (* 28. August 1641 in Dillenburg; † 18. April 1701 auf Schloss Ludwigsbrunn bei Donsbach) war Fürst von Nassau-Dillenburg.
Er war der Sohn von Georg Ludwig von Nassau-Dillenburg (1618–1656) und dessen Frau Anna Auguste von Braunschweig (* 19. Mai 1612; † 27. Februar 1673), Tochter des Herzogs Heinrich Julius von Braunschweig-Wolfenbüttel.

## Leben

Wappen des Fürstentums Nassau-Dillenburg

Er studierte an der Hohen Schule in Herborn, die sich dann unter seiner Regierung eines besonderen Aufschwungs erfreute konnte, und in Frankreich. Er war dann Feldherr in niederländischen Diensten.
Da sein Vater bereits vor seinem Großvater Ludwig Heinrich von Nassau-Dillenburg gestorben war, erbte er 1662 von seinem Großvater die Herrschaft über Dillenburg und nach dem Tod seines Onkels Adolf (1629–1676) auch den Titel. Seine Herrschaft gilt als unspektakulär aber kompetent. Er bemühte sich erfolglos um das Erbe seines Schwiegervaters Georg von Brieg-Liegnitz.
In der Regierung folgen seine Söhne Wilhelm und später Christian.

## Familie

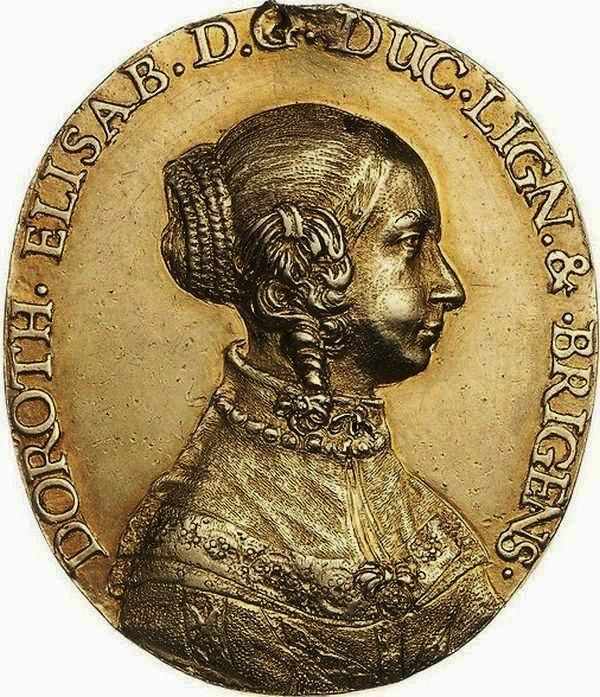
Dorothea Elisabeth von Brieg

Er heiratete am 13. Oktober 1663 Dorothea Elisabeth (* 17. Dezember 1646; † 9. Juni 1691), einzige Tochter des Herzogs Georg III. von Brieg. Das Paar hatte folgende 16 Kinder:
- Sophie Auguste (* 28. April 1666; † 14. Januar 1733) ⚭ Schloss Frederiksborg 20. Oktober 1695 Fürst Wilhelm von Anhalt-Harzgerode (1643–1709)
- Georg Ludwig (* 21. Juni 1667; † 25. Juli 1681)
- Albertine (* 8. August 1668; † 13. August 1719), Nonne im Stift Herford
- Wilhelm (* 28. August 1670; † 21. September 1724) ⚭  Harzgerode 13. Januar 1699 Dorothea Johanna von Holstein-Plön (* 24. Dezember 1676; † 29. November 1727), Tochter von  Herzog August
- Karl (* 4. Februar 1672; † 28. April 1672)
- Adolf (* 7. März 1673; † 1. Juli 1690 in der Schlacht bei Fleurus)
- Friederike Amalie (* 28. Dezember 1674; † 28. Juli 1724)
- Dorothea Elisabeth (* 25. Januar 1676; † 25. Juli 1676)
- Wilhelmine Henriette (* 6. August 1677; † 28. August 1727)
- Friedrich Heinrich (* 10. November 1678; † 24. Juli 1681)
- Charlotte Amalie (* 13. Juni 1680; † 11. Oktober 1738) ⚭ April 1706 Fürst Wilhelm Heinrich von Nassau-Usingen (1684–1718)
- Ludwig Heinrich (* 10. Oktober 1681; † 13. Januar 1710)
- Johann Georg (* 28. Januar 1683; † 10. Mai 1690)
- Dorothea Elisabeth (* 5. Juni 1685; † 20. Januar 1686)
- Christian (* 12. August 1688; † 28. August 1739) ⚭ Schloss Oranienstein 15. April 1725 Isabella von Nassau-Dietz (1692–1757), Tochter von Fürst Heinrich Casimir II.
- Heinrich (*/† 1689)